# Mesocoelopus
Mesocoelopus is een geslacht van kevers uit de familie van de klopkevers (Anobiidae).

## Soorten
- Mesocoelopus brevistriatus Leiler, 1979
- Mesocoelopus collaris Mulsant & Rey, 1864
- Mesocoelopus creticus Fairmaire, 1880
- Mesocoelopus leileri Israelson, 1976
- Mesocoelopus niger (P.W. & J.Müller, 1821)
- Mesocoelopus substriatus Schilsky, 1900